# Earl Stanley Meek
Earl Stanley Meek, kanadski letalski častnik, vojaški pilot in letalski as, * 11. julij 1895, Sandford, Ontario.
Nadporočnik Meek je v svoji vojaški službi dosegel 6 zračnih zmag.

## Življenjepis
Med prvo svetovno vojno je bil pripadnik Kraljevega letalskega korpusa, v katerega je vstopil decembra 1916.
14. julija 1917 je bil dodeljen 29. eskadrilji, v katerem je dosegel vseh 6 zračnih zmag s Nieuport Scouts.